# Rădoiești
Rădoiești est une commune du județ de Teleorman en Roumanie.